# Sophie Body-Gendrot
Sophie Body-Gendrot (* 30. Oktober 1942 in Verdun; † 21. September 2018 in Paris) war eine französische Politikwissenschaftlerin und Kriminologin. Sie forschte und lehrte als Professorin an der Universität Paris IV (Paris-Sorbonne). Sie amtierte 2009/10 als Präsidentin der European Society of Criminology (ESC).
Bevor Body-Gendrot an die Sorbonne kam, lehrte sie als Professorin Amerikanistik an der Universität Blaise Pascal Clermont-Ferrand II, zudem forschte sie für das Centre national de la recherche scientifique (CNRS) und das französische Justizministerium. Ihre Forschungsschwerpunkte waren die kriminologische Stadtforschung, Analyse der Kriminalitätsfurcht, polizeilichen Reaktionen auf öffentliche Unruhen sowie Diskriminierung und Politik.
2015 wurde sie in die Academia Europaea gewählt.

## Schriften (Auswahl)
- Public disorder and globalization. Routledge/Taylor & Francis Group, London/New York 2017.
- La société américaine après le 11 septembre. Presses de Sciences Po, Paris 2002.
- Les villes, la fin de la violence?. Presses de la Fondation nationale des sciences politiques, Paris 2001.
- The social control of cities? A comparative perspective. Blackwell Publishers, Oxford/Maiden 2000.